# Белю Христов
Белю Христов Христов (до 1945 г. Бѣлю, среща се и като Бельо) е български офицер, генерал-майор, командир на дружина от 45-и пехотен полк през Балканската (1912 – 1913) и Междусъюзническата война (1913), командир на 3-ти пехотен бдински полк и 2-ра бригада от 5-а пехотна дунавска дивизия през Първата световна война (1915 – 1918).

## Биография
Белю Христов е роден на 5 септември 1866 г. в Търново. На 10 юли 1883 постъпва във Военното на Негово Княжеско Височество училище, като достига до звание юнкер, дипломира се 66-и по успех от 163 офицери, на 27 април 1887 г. е произведен в чин подпоручик и зачислен в 6-и пехотен търновски полк. На 18 май 1890 г. е произведен в чин поручик, а на 2 август 1894 в чин капитан. През 1900 г. е командир на рота от 4-ти пехотен плевенски полк. През 1906 г. е произведен в чин майор, а през 1909 г. е председател на домакинската комисия в 18-и пехотен етърски полк. На 22 септември 1911 г. е произведен в чин подполковник.
Подполковник Христов взема участие в Балканската (1912 – 1913) и Междусъюзническата война (1913) като командир на дружина от 45-и пехотен полк. На 2 август 1915 г. е произведен в чин полковник.
По време на Първата световна война (1915 – 1918) полковник Йосифов командва 3-ти пехотен бдински полк (до 4 ноември 1916), за която служба е предложен за Военен орден „За храброст“ III степен 2 клас, но съгласно заповед № 679 от 1917 г. по Действащата армия е награден с Военен орден „За храброст“ IV степен 1 клас. По-късно командва 2-ра бригада от 5-а пехотна дунавска дивизия (от 4 ноември 1916), като за тази служба съгласно заповед № 355 от 1921 г. по Министерството на войната е награден с Народен орден „За военна заслуга“ III степен с военно отличие.

## Военни звания
- Подпоручик (27 април 1887)
- Поручик (18 май 1890)
- Капитан (2 август 1894)
- Майор (1906)
- Подполковник (22 септември 1911)
- Полковник (2 август 1915)
- Генерал-майор

## Образование
- Военно на Негово Княжеско Височество училище (1883 – 1887)

## Награди
- Военен орден „За храброст“ IV степен 2 клас
- Народен орден „За военна заслуга“ V степен на обикновена лента
- Военен орден „За храброст“ IV степен 1 клас (1917)
- Народен орден „За военна заслуга“ III степен с военно отличие (1921)
- Орден „За заслуга“ на обикновена лента